# Нахия
Нахия (араб. ناحية‎ Nāḥiyah; также نواحي‎ Nāwaḥy) — единица административного деления Османской империи второго уровня (муниципалитет).
В качестве административной единицы используется и по сей день в странах Ближнего Востока: Иордании, Сирии, Египте и Ираке.
Исторически использовалась, в частности, в югославянских владениях Османской империи. В Сербии нахии подразделялись на кнежины и сёла, которыми управлял муселим (мудир). В 1834 году нахии в Сербии были переименованы в округа, в Черногории деление на нахии сохранялось до 1918 года.